# Tatiana Sorina
Pour les articles homonymes, voir Sorin.
Tatiana Andreyevna Sorina (en russe : Татьяна Андреевна Сорина), née Aleshina le 13 avril 1994 à Tioumen est une fondeuse russe. En fin d'année 2020, de retour après un congé de maternité, elle termine deuxième du Nordic Opening, pour son premier podium individuel dans la Coupe du monde et gagne une médaille d'argent en relais aux Championnats du monde 2021.

## Carrière
Elle prend part à des manches de la Coupe d'Europe de l'Est à partir de la saison 2009-2010. Elle commence à obtenir des résultats dans des compétitions FIS en 2014-2015, s'illustrant notamment en sprint. Cet hiver, elle participe aux Championnats du monde des moins de 23 ans à Almaty.
En 2017, elle monte sur ses premiers podiums en Coupe d'Europe de l'Est et se retrouve au départ de sa première manche de Coupe du monde à l'occasion du sprint classique de Drammen. En janvier 2018, elle marque ses premiers points avec une 28e place au sprint libre de Dresde, avant de notamment finir quinzième du sprint de Planica.
En 2019, son meilleur résultat est quatrième du sprint par équipes à Lahti.
Mariée avec son entraîneur Egor Sorin, elle manque la saison 2019-2020 en raison d'une grossesse.
En décembre 2020, elle fait son retour en compétition directement dans la Coupe du monde, du fait du manque de courses préparatoires (notamment du fait de la pandémie de covid-19), prenant part au Nordic Opening à Ruka (Ruka triple). Elle se classe treizième du sprint, puis s'illustre pour la première fois sur une épreuve de distance en terminant quatrième du dix kilomètres classique, à seulement un dixième de la troisième place, occupée par Ebba Andersson. Pour finir, sur la poursuite en style libre, elle parvient à dépasser Andersson et Frida Karlsson dans la dernière montée pour se classer deuxième du tour, derrière Therese Johaug. Ainsi, elle monte sur son premier podium en Coupe du monde.
Sur le Tour de ski, elle se bat encore avec les meilleures et décroche le quatrième rang final, ce qui contribue à sa cinquième place au classement général de la Coupe du monde en fin de saison.
Pour ses premiers championnats du monde, à Oberstdorf, elle atteint trois fois le top dix sur quatre épreuves individuelles disputées, avec comme meilleur cinquième au dix kilomètres libre, avant de remporter la médaille d'argent du relais avec Yulia Stupak, Yana Kirpichenko et Natalia Nepryaeva. En fin d'année 2021, elle remporte un premier relais en Coupe du monde à Lillehammer.

## Palmarès

### Jeux olympiques
| Épreuve / Édition | Sprint | Sprint                           | 10 km                            | 10 km     | Skiathlon 2 × 7,5 km | 30 km | Relais | Relais                         |
| Épreuve / Édition | libre  | classique                        | libre                            | classique | Skiathlon 2 × 7,5 km | 30 km | Sprint | 4 × 5 km                       |
| Pékin 2022        | —      | Épreuve inexistante à cette date | Épreuve inexistante à cette date | 10e       | 11e                  | 5e    | —      | Médaille d'or, Jeux olympiques |

Légende :
- : pas d'épreuve
- — : non disputée par Sorina

### Championnats du monde
| Épreuve / Édition | Sprint                           | Sprint    | 10 km | 10 km                            | Skiathlon 2 × 7,5 km | 30 km | Relais | Relais                   |
| Épreuve / Édition | libre                            | classique | libre | classique                        | Skiathlon 2 × 7,5 km | 30 km | Sprint | 4 × 5 km                 |
| Obertsdorf 2021   | Épreuve inexistante à cette date | 21e       | 5e    | Épreuve inexistante à cette date | 8e                   | 9e    | —      | Médaille d'argent, monde |

Légende :
- : deuxième place, médaille d'argent
- : pas d'épreuve
- — : Non disputée par Sorina

### Coupe du monde
- Meilleur classement général : 5e en 2021.
- 1 podium individuel : 1 deuxième place.
- 1 podium par équipes : 1 victoire.

#### Classements détaillés
| Saison / Épreuve | Saison / Épreuve | Général | Général | Distance | Distance | Sprint | Sprint | Tour de ski depuis 2007 | Finales depuis 2008 | Nordic Opening depuis 2011 | Ski Tour depuis 2020 |
| ---------------- | ---------------- | ------- | ------- | -------- | -------- | ------ | ------ | ----------------------- | ------------------- | -------------------------- | -------------------- |
| Saison / Épreuve | Saison / Épreuve | Class.  | Points  | Class.   | Points   | Class. | Points | Tour de ski depuis 2007 | Finales depuis 2008 | Nordic Opening depuis 2011 | Ski Tour depuis 2020 |
| 2018             | 2018             | 79e     | 31      | -        | -        | 50e    | 31     | -                       | -                   | -                          | -                    |
| 2019             | 2019             | 85e     | 21      | -        | -        | 48e    | 21     | -                       | -                   | 46e                        | -                    |
| 2021             | 2021             | 5e      | 851     | 7e       | 364      | 14e    | 127    | 4e                      | -                   | 2e                         | -                    |

#### Courses par étapes
- Tour de ski : 1 troisième place (lors de l'édition 2021-2022)

### Coupe d'Europe de l'Est
- 5e du classement général en 2018.
- 4 podiums, dont 2 victoires.

### Championnats de Russie
- Championne sur le skiathlon et le dix kilomètres libre en 2021.